# Il mattino dei maghi
Il mattino dei maghi (Le Matin des magiciens) è un saggio pubblicato nel 1960 da Louis Pauwels e Jacques Bergier, entrambi appassionati di occultismo. È considerato tra i testi appartenenti al filone del cosiddetto realismo fantastico. Parte dell'opera riprende temi toccati nei racconti di Howard Phillips Lovecraft e negli scritti della Società Teosofica.

## Finalità dell'opera
Obbiettivo di quest'opera, come espresso da Louis Pauwels nell'Introduzione, è quello di suscitare nel lettore un dubbio costruttivo su ciò che ci circonda: sollecitazione ad ulteriori visioni del mondo, con la messa a fuoco, incrociata, di fatti apparentemente diversi che si presentano con fenomenologie inconsuete; inoltre, la proposta di peregrine ipotesi le quali, per quanto d'acchito opinabili, siano in grado di far ex-cogitare ragionevoli sospetti. Spesso nell'opera sono citate testimonianze di autori che, "in illo tempore", erano ancor poco noti, in Francia come in Italia (quali il visionario narratore gallese Arthur Machen e H.P. Lovecraft).

## Contenuto
Il libro è diviso in tre parti. Nella prima vengono trattati temi quali le civiltà scomparse (ad esempio gli abitanti della leggendaria isola di Atlantide) e le società segrete come i Rosacroce; la seconda parte è interamente dedicata al Nazismo mistico visto come chiave di lettura dell'intero fenomeno hitleriano; l'ultima è riferita alle potenzialità dell'Uomo come essere vivente, da un'analisi di quelle che sono state alcune grandi menti del passato a ciò che potrebbe essere il suo futuro.

## Sintesi
Il libro diede scandalo "in quanto poneva sullo stesso piano scienza e ciò che spesso non siamo disposti a ritenere tale, vale a dire la magia, l'occultismo, le tradizioni esoteriche ed iniziatiche", nell'affrontare l'evoluzione dell'arte dalla tradizione europea alla modernità.
Mentre Leonardo da Vinci teorizza che l'arte deve essere un'imitazione razionale e scientifica del reale, il secolo della prospettiva afferma il metodo oggettivo ed il carattere matematico-scientifico delle arti figurative.

Il '600 segna la rottura fra arte e scienza, fra creazione e rappresentazione. L'arte cessa di essere "rappresentazione dei saperi attraverso i suoi codici multipli": nascono l'estetica come scienza autonoma, il Museo, la nozione di "belle arti" contrapposta da Charles Batteux ai saperi tesi a soddisfare i bisogni materiali dell'uomo.
L'invenzione del cinematografo nel XIX secolo, l'Impressionismo di Cezanne e la filosofia di Friedrich Nietzsche completano la defigurazione o destrutturazione dell'immagine dalle arti visive, sollevando del tutto l'artista dal compito di imitare il mondo sensibile, dall'onere dell'adeguamento e conformità al dato sensibile, empirico e razionale proprio della scienza: l'arte dirige la ricerca della verità verso se stessa, attuando un'autoanalisi e un'autoreferenzialità di dominio, senso e significato. La forma non-naturalistica della rappresentazione e l'arte non-figurativa del dopoguerra introducono nell'arte il non conforme, di tipo inconsueto e il non-convenzionale, estendendosi fra due estremi:
- l'Astrattismo spirituale[2] fra la semplicità geometrica di Mondrian e la linearità emotiva irriconoscibile di Kandinskij
- l'Informale corporeo: poetica fenomenologica razionale, anticipata nelle due direzioni dell'esistenzialismo francese e del pragmatismo americano, ma di relativa rottura con la naturalità razionale della tradizione artistica europea[1].

## Critiche
Chi critica la scientificità del libro afferma, di solito, che i due autori mescolano, confusamente, esoterismo (Pauwels fu seguace, per qualche tempo, alla fine degli anni '40, di G. I. Gurdjieff), pillole di scienza e contenuti di altre discipline per arrivare a scrivere una sorta di trattato di storia alternativa. Invero, qual ulteriore fondamento metodologico per questo loro tema di ricerca, i due autori francesi hanno inteso, esplicitamente, valorizzare proprio quanto affermato, in illo tempore, da un noto accademico orientalista, René Grousset, che ha detto: "Ciò che noi chiamiamo storia, ossia questo succedersi di imperi, battaglie, rivoluzioni politiche per lo più sanguinose è veramente la storia? Vi confesserò che non lo credo e che mi capita, guardando i testi scolastici, di cancellarne col pensiero un buon quarto. La storia vera non è quella del va e vieni delle frontiere; è quella della civiltà. E la civiltà, da una parte è il progresso delle tecniche, dall'altra è il progresso della spiritualità. Ci si può domandare se la storia politica non sia in buona parte che una storia parassita. Dal punto di vista materiale, la storia vera è quella delle tecniche, mascherata dalla storia politica che l'opprime, che ne usurpa il posto e perfino il nome. Ma ancor più, la storia vera è quella del progresso dell'uomo nella spiritualità. La funzione dell'umanità e quella di aiutare l'uomo spirituale a liberarsi, a realizzarsi: di aiutare l'uomo, come dicono gli indiani in una ammirevole loro formula, a divenire ciò che è". Storia, secondo l'accezione di Pauwels e Bergier, la quale -dopo l'apparente eclissi post-rinascimentale della Magia e la diffusione, con l'avvento, su scala mondiale (propriamente dalla seconda metà del XVII secolo) del pensiero baconiano epperò dell'era moderna all'apparenza sotto il dominio del "nomos"  tecno-finanziario- sarebbe, invece, ancora sotto il dominio, come un tempo -quello che oggi ben riconosciamo, specie per via dei celebri studi sul pensiero nel tardo Rinascimento condotti da Frances Yates-, bensì, in forme velate o addirittura sotterranee, di correnti culturali esoteriche. Riguardo all'effettiva presenza, in epoca contemporanea, di società segrete il cui obbiettivo sia quello di dare impulso a precise scelte nell'ordine mondano, in questi termini Pauwels e Bergier ne hanno di quelle sintetizzato l'orizzonte di manovra: "Finché gli uomini alimenteranno il sogno di ottenere qualche cosa per niente, il denaro senza lavorare, la cultura senza studio, il potere senza il sapere, la virtù senza l'ascesi, le società sedicenti segrete e iniziatiche fioriranno, con le loro gerarchie imitative e il loro borbottio che scimmiotta il linguaggio segreto". E dinanzi lo scientismo e le parvenze di sviluppo tecnologico nel nostro tempo, i due autori francesi hanno potuto trarre questa conclusione: "Abbiamo scelto l'esempio dei Rosacroce del 1622 perché il vero rosacrociano, secondo la tradizione, non si appoggia ad alcuna tradizione misteriosa ma allo studio approfondito e coerente del Liber Mundi, del libro del mondo e della natura. Oggi cominciamo a comprendere che uno studio approfondito e coerente di questo libro della natura esige altro dallo spirito di osservazione e anche altro da ciò che chiamiamo intelligenza. Al punto in cui sono le nostre ricerche, occorrerebbe che lo spirito superasse sé stesso e l'intelligenza si trascendesse. L'uomo, troppo umano, non basta più; si deve forse a una identica constatazione  -fatta nei secoli passati da uomini superiori-, se non la realtà almeno la leggenda dei Rosacroce. Il moderno, ancora conservatore, è razionalista; il contemporaneo del futuro si sente religioso. Il linguaggio spirituale non è un balbettio che precede il linguaggio scientifico ma piuttosto il risultato di questo. Ciò che avviene nel mondo presente è potuto avvenire nei tempi antichi su un altro piano di conoscenza; sì che la leggenda dei Rosa-Croce e la realtà di oggi si illuminano reciprocamente. Bisogna guardare le cose antiche con occhi nuovi, questo aiuta a comprendere il futuro".
In realtà, entro i vari temi svolti nel Mattino dei Maghi questo indirizzo, testé citato, è stato mantenuto in modi niente affatto lineari - di Pauwels e di Bergier, la formazione personale acquisita avanti il loro incontro, avvenuto al principio degli anni '50 e pronubo di quindicinale intensa collaborazione, era stata radicalmente diversa: ne è emersa un'opera composita, a momento confusa, la quale, se ha potuto suscitare curiosità e sprone a ulteriori ricerche positive (su retroscena occultistico-paganeggianti nella carriera di influenti aderenti al movimento nazista), specie in uno storico qualificato qual Giorgio Galli;  ecco nondimeno si espone, per intrinseca debolezza di qualità informativa riguardo ad altri campi di ricerca, alla facile demolizione dello storico aggiornato: così, Gastone Ventura, seguace della teosofia di Louis Claude de Saint-Martin e storico della Massoneria e dell'Ordine Martinista, ha scritto una valida disamina di due dei vari temi trattati in questo libro:  quello della terra concava e quello della teoria horbigeriana della Glaziakosmogonie, illustrando, con argomenti probanti, la linea tendenziosa e, a momento, affatto falsificatrice, seguita per questo volume dai due autori francesi nel trattarle.

## Influenza
In un articolo pubblicato nel 2004 sulla rivista Skeptic, lo scrittore Jason Colavito ha sostenuto che due dei primi fautori della teoria degli antichi astronauti, Erich von Däniken e Robert Charroux, avrebbero plagiato molti dei concetti presenti nel libro trasformandoli da esoterici a ufologici.
I fratelli Strugatskij si ispirarono al Mattino dei maghi per i loro romanzi science fantasy Lunedì inizia sabato (1964-1965) e La favola della Trojka (1967). In una lettera del 1965 a Ivan Efremov, Bergier scrisse della similitudine del Mattino con Lunedì: "in forma umoristica, è la stessa idea".

## Edizioni
- Louis Pauwels e Jacques Bergier, Il mattino dei maghi, Arnoldo Mondadori Editore, 1963, pp. 475. Traduzione di Pietro Lazzaro.